# Johann Nepomuk von Harrach

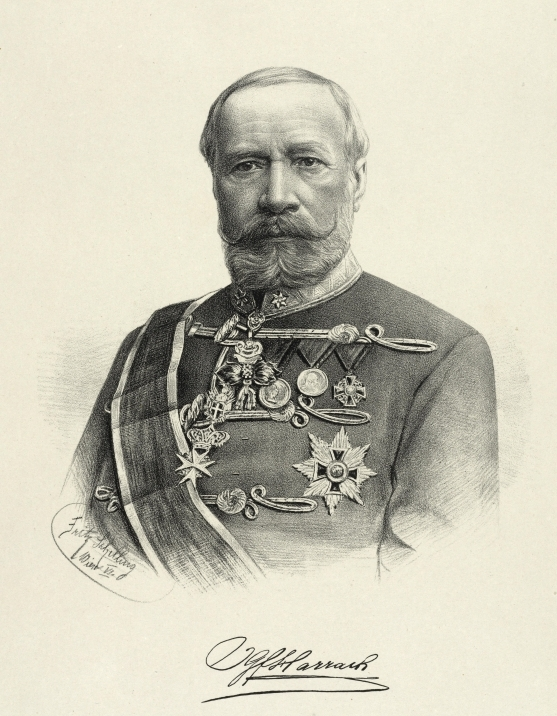
Johann Nepomuk Graf von Harrach

Johann Nepomuk Graf von Harrach zu Rohrau und Thannhausen (tschechisch Jan Nepomuk z Harrachu; * 2. November 1828 in Wien; † 12. Dezember 1909 ebenda) war ein österreichischer Industrieller, Politiker, Gutsherr und Mäzen für Kunst und Wissenschaften in Böhmen.

## Abstammung
Johann Nepomuk entstammte dem Adelsgeschlecht von Harrach. Er war ein Sohn des Franz Ernst Graf von Harrach (* 13. Dezember 1799; † 26. Februar 1884 in Nizza), welcher Großindustrieller der Damast- und Leinwandweberei in Janowitz (Rymarov) war, auch Gründer der Franz-Ernst-Hütte des Eisenwerkes Altendorf (Bezirk Römerstadt). Der Großvater hieß Ernst Christoph Graf von Harrach (* 29. Mai 1757; † 13. Dezember 1838), Besitzer von Janowitz, und war ein Bruder des Arztes und Johanniters Karl Borromäus Graf von Harrach (1761–1829).

## Leben
Johann Nepomuk Graf von Harrach war seit der Revolution von 1848/1849 im Kaisertum Österreich Armeeangehöriger und kämpfte in Ungarn gegen die Aufständischen, wurde nach 1855 nach seiner Demission Verwalter seines Großgrundbesitzes in Puchlowitz (Puchlovice) (Bezirk Königgrätz), seit 1861 Präsident des Königgrätzer und Tschaslauer, seit 1869 auch des Taborer Kreisvereins und 1865 böhmischer Landtagsabgeordneter. Neben seinen zahlreichen Aktivitäten im kulturellen Leben wurde er 1870 in den Reichsrat gewählt, war von 1873 bis 1885 Reichsratsabgeordneter für die Landgemeinden Königgrätz, Jermer, Náchod, Opočno, Böhmisch Skalitz und Neustadt sowie seit 1884 erbliches Mitglied im Herrenhaus (Österreich). Ab 1879 im Alttschechenklub in Wien, förderte er Kasimir Felix Badeni als Ministerpräsidenten des österreichischen Teils der k.k. Monarchie Österreich-Ungarn, der in seiner Sprachenverordnung von 1890 die Entschärfung der Konflikte in dem Vielvölkerstaat anstrebte; Graf Harrach bemühte sich um einen konservativen deutsch-tschechischen Ausgleich.
Nach dem Wahlerfolg der Jungtschechen zog sich Johann Nepomuk Graf von Harrach aus dem politischen Leben zurück und förderte mit Nachdruck das tschechische kulturelle Leben. Er war Vorsitzender des Fördervereins zum Aufbau des Nationaltheaters in Prag und setzte Preise zur Unterstützung der tschechischen Oper aus. Daneben war er im Kuratorium der Matice česká vertreten, schrieb Bücher und arbeitete einige Jahre als Vorstand der Slavie-Bank.
Seine letzte Ruhestätte fand er in der Harrach-Gruft zum Heiligen Kreuz in Horní Branná.

## Familie

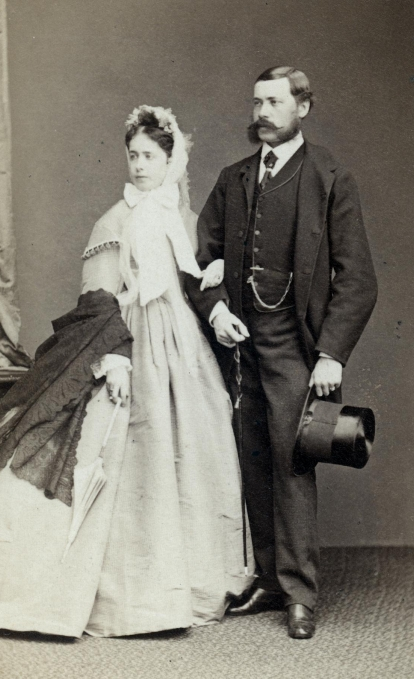
Johann Nepomuk Graf von Harrach mit seiner ersten Frau Maria geborene Prinzessin von Lobkowitz

Am 2. August 1856 heiratete Johann Nepomuk Graf von Harrach in 1. Ehe Maria Margarethe von Lobkowitz (* 13. Juli 1837 in Prag; † 2. September 1870 in Aschach); in 2. Ehe am 15. Oktober 1878 Maria Theresia von Thurn und Taxis (* 7. März 1856 in Prag; † 20. Juli 1908 in Bruck an der Leitha), letzte Oberhofmeisterin der Kaiserin Elisabeth von Österreich-Ungarn. 
Aus der ersten Ehe gingen acht Kinder hervor, wobei zwei schon als Säuglinge starben:
- Karl Graf von Harrach zu Rohrau und Thannhausen (1857–1920)
- Anna (1858–1938), seit 1898 verheiratet mit Gottlieb Freiherr Henn von Henneberg-Spiegel
- Gabriele (1859–1942), seit 1893 verheiratet mit Gabriel Graf Marenzi von Tagliano und Talgate
- Otto Johann Graf von Harrach zu Rohrau und Thannhausen (1863–1935)
- Maria Theresia (1866–1947), seit 1896 verheiratet mit Stanislaus Graf Wisniewski
- Margarete (1870–1935), seit 1893 verheiratet mit Franz Prinz zu Windisch-Grätz

Aus der zweiten Ehe ging ein Sohn hervor:
- Ernst Graf von Harrach zu Rohrau und Thannhausen (1879–1971)